# Isothecium polyanthum
Isothecium polyanthum là một loài rêu trong họ Brachytheciaceae. Loài này được Hedw. Spruce mô tả khoa học đầu tiên năm 1847.